# Регбол

Регбол.

Регбо́л (rugball) — спортивная командная игра с элементами борьбы, баскетбола и регби. Играют в регбол на баскетбольном поле. Цель игры — поразить мячом кольцо команды противника. В отличие от баскетбола, отсутствуют такие понятия как дриблинг и штрафные броски. Во время игры разрешается жёсткая силовая борьба, поэтому, чтобы не допустить травм и защитить игроков во время падений и столкновений — предусмотрены наколенники, налокотники. Регбол является неотъемлемой частью в подготовке борцов. Рваный ритм игры, где перемешиваются бег с ускорением, борьба, броски в корзину на точность позволяет развивать ловкость, силу и координацию.

## Происхождение
Регбол произошёл от игры, в которую играли на тренировках борцы во время разминки. Тяжёлым набивным мячом борцы, передвигаясь на коленях по ковру, пытались забить соперникам гол в импровизированные ворота. Постепенно эта разминочная игра с ковра переместилась в игровой зал. Играть стали на ногах и с баскетбольным мячом. В современный регбол играют также боксёры, хоккеисты и спортсмены многих других видов спорта. Основатель регбола Нечепорук Александр Викторович.

## Основные правила
Играют две команды по шесть игроков каждая. Команда состоит из 13 игроков, но не более шести игроков могут находиться на игровой площадке, а остальные являются запасными.
Цель игры — забросить мяч в корзину соперника.
- Игра начинается вбрасыванием мяча в центре поля.
- Мяч можно передавать, бросать, отбивать, вести, катить в любом направлении.
- Игроку с мячом разрешается бежать.
- В игре можно применять силовые приёмы и приёмы борьбы, кроме запрещённых.
- За нарушение правил игрок удаляется на одну минуту, если при этом команда удалённого игрока пропускает гол, то игрок возвращается в игру.
- Спорный мяч назначается, если игроки соперничающих команд держат мяч на полу в партере более 5 секунд.
- Разрешается игрокам, находящимся без мяча, удерживать друг друга.
- Игра ведётся любой частью тела, кроме ног.
- Поражение корзины соперника с любой дистанции оценивается в одно очко.
- Победитель игры — команда, набравшая к концу игрового времени большее количество очков.
- Продолжительность игры — два периода по 20 минут чистого времени с 5-минутным перерывом. В каждом периоде обе команды имеют право взять по одному тайм-ауту продолжительностью 30 секунд.
- Игра не может начаться, если в команде на площадке находится менее 5 игроков, готовых играть.

## Официальный статус
Регбол зарегистрирован в РФ как самостоятельный вид спорта решением комиссии Госкомспорта России о признании новых видов спорта от 13 ноября 2003 года № 3. Российская федерация регбола была образована в мае 1999 года. Утверждён федеральный стандарт по подготовке к игре. Первый чемпионат России по регболу прошёл в Ульяновске в октябре 1999 года.

## Распространённость
В России существуют 22 команды по регболу, регулярно проводятся чемпионаты России, международные турниры на кубок Петра Великого, турниры, посвященные Дню Победы и другие соревнования.
Профессиональные команды есть в Голландии, Франции, Чехии. Регбольные клубы и федерации регбола создаются в Белоруссии, в Молдавии, Эстонии, Приднестровье.
Самыми титулованными регбольными клубами на данный момент являются «Атланты Невы» (Санкт — Петербург) 7-ми кратные чемпионы России, и Русские Медведи (Ростов-на-Дону) — 6-ти кратные чемпионы России.

## Регбольные клубы
- «Атланты Невы» (Санкт-Петербург)
- «Витязи» (Москва)
- «Волга» (Чебоксары)
- «Олимп» (Чебоксары)
- «Медведи» (Новочебоксарск)
- «Барс» (Яльчики)
- «Медведи Прикамья» (Пермь)
- «Чикаго» (Новосибирск)
- «Сибирь» (Новосибирск)
- «Обь» (Новосибирск)
- «Соболь» (Новосибирск)
- «Джокер» (Новосибирск)
- «Рассвет» (Бердск)
- «Кристалл» (Бердск)
- «Тевтонский Орден» (Калининград)
- «Торпедо» (Ульяновск)
- «Динамо» (Ульяновск)
- «Вольники» (Ульяновск)
- «Уральский Легион» (Большой Исток)
- «Рощинские Медведи» (Красноярск)
- «Вятка-Автомат» (Киров)
- «Русские Медведи» (Ростов-на-Дону)
- «Спартак (регбольный клуб)» (Омск)
- «Прайд» (Владивосток)
- «Чикаго» (Искитим)
- «Спарта» (Москва)

## Чемпионат России
Чемпионат России по регболу организуется и проводится Российской федерацией регбола.
| Год  | Дата                    | Место проведения | Золото                           | Серебро                         | Бронза                           |
| ---- | ----------------------- | ---------------- | -------------------------------- | ------------------------------- | -------------------------------- |
| I    | октябрь 1999 г.         | Ульяновск        | Атланты Невы (Санкт-Петербург)   | Витязи (Москва)                 | Медведи Прикамья (Пермь)         |
| II   | ноябрь 2000 г.          | Москва           | Атланты Невы (Санкт-Петербург)   | Обь (Новосибирск)               | Витязи (Москва)                  |
| III  | ноябрь 2001 г.          | Санкт-Петербург  | Атланты Невы (Санкт-Петербург)   | Медведи Прикамья (Пермь)        | Обь (Новосибирск)                |
| IV   | май 2002 г.             | Новосибирск      | Атланты Невы (Санкт-Петербург)   | Соболь (Новосибирск)            | (Челябинск)                      |
| V    | ноябрь 2003 г.          | Чебоксары        | Витязи (Москва)                  | Медведи Прикамья (Пермь)        | Тевтонский Орден (Калининград)   |
| VI   | ноябрь 2004 г.          | Новосибирск      | Атланты Невы (Санкт-Петербург)   | Соболь (Новосибирск)            | Медведи Прикамья (Пермь)         |
| VII  | декабрь 2005 г.         | Тверь            | Атланты Невы (Санкт-Петербург)   | Тевтонский Орден (Калининград)  | Соболь (Новосибирск)             |
| VIII | декабрь 2006 г.         | Подольск         | Атланты Невы (Санкт-Петербург)   | Уральский Легион (Екатеринбург) | Соболь (Новосибирск)             |
| IX   | декабрь 2007 г.         | Новосибирск      | Уральский Легион (Екатеринбург)  | Сибирь (Новосибирск)            | Соболь (Новосибирск)             |
| XIII | 26 ноября 2011 г.       | Чебоксары        | Чувашия (Чебоксары)              | Уральский Легион (Екатеринбург) | Медведи Прикамья (Пермь)         |
| XIV  | 17 — 18 декабря 2012 г. | Челябинск        | Красноярский край                | Свердловская область            | Чувашия (Чебоксары)              |
| XV   | 14 — 15 декабря 2013 г. | Верхняя Пышма    | Рощинские Медведи (Красноярск)   | Чувашия (Чебоксары)             | Русские Медведи (Ростов-на-Дону) |
| XVI  | 11 — 13 декабря 2014 г. | Ростов-на-Дону   | Русские Медведи (Ростов-на-Дону) | Рощинские Медведи (Красноярск)  | Джокер (Новосибирск)             |